# Shegun Bakari
Olushegun Adjadi Bakari, más conocido como Shegun Bakari (c. 1985) es un empresario y político de Benín. El 6 de junio de 2023 fue nombrado ministro de Asuntos Exteriores del Gobierno beninés.

## Biografía
Shegun Bakari nació en Pointe-Noire en el Congo-Brazzaville y sus padres son benineses. Completó parte de su formación académica en Francia, donde obtuvo una maestría en matemáticas aplicadas a las ciencias sociales en la Universidad de Lille. Posteriormente, comenzó su carrera en el sector bancario trabajando para una filial de Société Générale antes de unirse a BMW France. Además, ocupa el puesto de Director General de la start-up M Auto, la mayor plataforma de movilidad eléctrica de África.

### Carrera política
El 29 de abril de 2021, fue nombrado asesor del presidente de Togo Faure Gnassingbé.
El 6 de junio de 2023 fue nombrado ministro de Asuntos Exteriores, en sustitución de Aurélien Agbénonci. Shegun Bakari fue Ministro Consejero de Inversiones en la Marina 